# Premi Miquel Àngel Riera de poesia
|  | No s'ha de confondre amb el Premi Miquel Àngel Riera de Poesia (Ciutat de Manacor). |

El premi Miquel Miquel Àngel Riera de poesia fou un premi literari en llengua catalana atorgat per la Fundació Sa Nostra que s'atorgava des de les Illes Balears, en memòria del poeta Miquel Àngel Riera, un dels seus poetes més importants. Tenia una limitació quant a l'edat dels poetes, fet que permetia oferir oportunitats de publicació als joves creadors. L'edició es produïa a la col·lecció El Turó, editada per l'esmentada Fundació
Creat el 1996 es concedia durant el mes d'abril a la ciutat de Palma. A aquest premi s'hi podien presentar obres oríginals i inèdites en català, tenia una dotació de 3.000 euros i l'obra guanyadora fou editada primer en la col·lecció El Turó i després en la col·lecció «La rosa encofrada», d'Edicions del Salobre. Es convocà per darrera vegada el 2009.

## Guanyadors
- 1996: Carles el Saure per L'Herald
- 1997: Antoni Xumet per Una varietat del mim
- 1998: Manel Marí per Poemes en gris
- 1999: Iban Leon Llop per Blue Hotel
- 2000: Daniel Martínez i Ten per Absència
- 2001: Alfons Navarret i Xapa per En blanc
- 2002: Pere Suau Palou per He estotjat un ram de versos per al teu dolor
- 2003: Xavier Grimau i Baqués per Metall
- 2004: Roc Casagran i Casañas per Després de Sarajevo
- 2005: Amadeu Vidal i Bonafont per 120 Dracmes
- 2006: Sebastià Sansó per Cartografies devastades
- 2007
- 2008: Pau Vadell Vallbona per Temple[2]
- 2009: Joan Duran i Ferrer per Natural delit[3]